# معهد بحوث الفضاء
معهد بحوث الفضاء هو معهد تابع لمدينة الملك عبد العزيز للعلوم والتقنية في المملكة العربية السعودية في الرياض، يهدف المعهد إلى القيام بالبحوث التطبيقية وتنفيذ المشاريع والبرامج في مجال علوم الفضاء والطيران لنقل وتوطين تقنياتها بما يخدم خطط التنمية بالمملكة العربية السعودية.

## اختصاصات المعهد
- الإشراف على المراكز التابعة وتنسيق العمل بينها.
- تحديد المشكلات المتعلقة ببحوث علوم الفضاء والطيران.
- وضع خطط وتنفيذ برامج وبحوث تطبيقية في مجال علوم الفضاء والطيران ومراجعة نتائجها وتعميمها على الجهات المعنية.
- تنفيذ مشاريع ذات تقنية عالية في المجالات المتعلقة بعلوم الفضاء والطيران تخدم نقل وتوطين هذه التقنيات إلى المملكة العربية السعودية.
- تنظيم وتفعيل التعاون بين المعهد والجهات الأخرى عن طريق تنفيذ مشاريع مشتركة تهدف إلى تطوير التطبيقات في مجالات الاستشعار عن بعد ونظم المعلومات الجغرافية والليزر والدراسات الرقمية وتقنيات الطيران و الأقمار الصناعية.
- التعاون مع المنظمات الدولية المتخصصة في تنفيذ برامج مشتركة وتبادل الخبرات في مجال علوم الفضاء والطيران بالتنسيق مع إدارة التعاون الدولي.
- إنشاء قواعد معلومات علمية وطنية في مجال علوم الفضاء والطيران بالتنسيق مع الإدارة العامة للمعلومات .
- تقديم الاستشارات الفنية والعلمية للجهات الأخرى في المجالات التي تقع ضمن اهتمامات المعهد.
- توفير البيئة البحثية المناسبة للباحثين في المعهد.
- اقتراح البرامج لتطوير القوى البشرية وأساليب العمل بالمعهد بالتنسيق مع إدارة التطوير الإداري.
- اقتراح تنظيم الأنشطة العلمية التي تدخل ضمن اختصاص المعهد بالتنسيق مع الإدارات المختصة.
- رفع تقارير دورية عن أنشطة المعهد.
- رفع مشروع الميزانية السنوية للمعهد.

## التقسيمات الإدارية
يشتمل المعهد على أربعة مراكز متخصصة في علوم الفضاء وتسويقها وهي:
- مركز الدراسات الرقمية : يهدف المركز إلى إجراء البحوث العلمية والتطبيقية عن طريق تقنية التشبيه الرقمي، والعمل على تقديم الاستشارات وتوفير الدعم الفني للجهات ذات العلاقة، وبقوم المركز بإجـراء البحـوث الـعلـمية والتطبيقية عن طريق النمذجة والتشبيه الرقمي في مجال ديناميكية السوائل، وتصميم وتحليل مسائل عديدة في المجالات العلمية والتطبيقية، وتوفير خدمات الحاسبات الآلية عالية الكفاءة والشبكات المساندة والبرامج الحاسوبية المتخصصة وتوفير الدعم التقني والفني في إدارة وتشغيل هذه الخدمة، وبناء قاعدة معلومات من خلال الحاسبات عالية الكفاءة والأداء.
- مركز نظم المعلومات الجغرافية : يهدف المركز إلى القيام بالدراسات والبحوث التطبيقية في مجال نظم المعلومات الجغرافية وتطويرها بما يتناسب مع متطلبات الجهات المستفيدة, وتكوين شبكة معلومات جغرافية وطنية، ويقوم بإجراء الدراسات والبحوث التطبيقية في مجال نظم المعلومات الجغرافية، ودراسة توحيد المواصفات الوطنية لنظم المعلومات الجغرافية ووضع الأنظمة والضوابط لتبادل وتحديث المعلومات، وتطوير نماذج لتطبيقات مختلفة في نظم المعلومات الجغرافية، وتنفيذ مشاريع مشتركة مع الجهات المستفيدة , والتنسيق مع الجهات الأخرى في السعودية لتكوين شبكة لتبادل المعلومات وفق مواصفات وضوابط وآليات محددة.
- المركز السعودي للاستشعار عن بعد : يهدف المركز لإستقبال وتوفير المعلومات الفضائية وتوزيعها على الجهات الأخرى، والقيام بالدراسات والبحوث التطبيقية في مجال الاستشعار عن بعد لخدمة التنمية بالمملكة العربية السعودية، ويقوم المركز باستقبال المعلومات الفضائية من الأقمار الصناعية، ومعالجة وتحليل وإنتاج الصور الفضائية، إجراء الدراسات والبحوث التطبيقية في مجال الاستشعار عن بعد، تنفيذ المشاريع المشتركة مع الجهات المستفيدة.
- المكتب التجاري : يهدف المكتب لتفعيل وتنظيم التعاون بين المعهد والجهات الأخرى بما يساهم في تطوير التقنيات المتخصصة التي تقع ضمن اختصاصات المعهد وتصنيعها وتسويقها، ويقوم بتسويق الصور الفضائية ومنتجاتها، والمشاركة في تنفيذ المشاريع البحثية والتطبيقية بالمعهد، ونشر الوعي التقني في مجالات المعهد عن طريق تنظيم والمشاركة في الندوات والمعارض المتخصصة بالتنسيق مع الإدارات المختصة، والتنسيق مع الجهات الأخرى لتنفيذ المشاريع التقنية المتخصصة وتقديم الاستشارات الفنية .